# Martín González (religioso)
Martín González (1515 – 1580) è stato un religioso e scrittore spagnolo.
Sacerdote di fede cattolica, emigrò in Paraguay nel 1542 assieme ad Álvar Núñez Cabeza de Vaca. Lì entrò in contatto con le popolazioni indigene e fu sconvolto dalla violenza di alcuni conquistadores nei loro confronti, al punto da accusarli pesantemente, spesso esagerando, nelle relazioni da lui scritte.